# Ana Caldeira
Ana Claudia dos Santos Caldeira (Belo Horizonte, 16 de novembro de 1998) é uma atleta paralímpica brasileira, que compete no tênis em cadeira de rodas, na modalidade Open.

## Biografia
Sofreu um acidente de carro em setembro de 2012 após o condutor perder o controle da direção, após ter feito uso de álcool, enquanto voltava de um show na madrugada. Ana foi arremessada, tendo batido com as costas em um cupinzeiro, o que a deixou paraplégica.

## Carreira
O primeiro contato com o esporte paralímpico foi no Sarah Kubitschek durante a reabilitação, no basquete em cadeira de rodas. Em 2014 começou a praticar o tênis em CR após seis meses decidiu se dedicar a modalidade. Sua estreia em Jogos Paralímpicos foi em Tóquio 2020.
Em setembro de 2022 alcanço a 3ª colocação no ranking nacional, terminando a temporada como a 5ª melhor.